# Simpsonichthys lopesi
Simpsonichthys lopesi är en fiskart som beskrevs av Nielsen, Shibatta, Suzart och Martín 2010. Simpsonichthys lopesi ingår i släktet Simpsonichthys och familjen Rivulidae. Inga underarter finns listade i Catalogue of Life.